# Cophura atypha
Cophura atypha är en tvåvingeart som beskrevs av Pritchard 1943. Cophura atypha ingår i släktet Cophura och familjen rovflugor. Inga underarter finns listade i Catalogue of Life.